# 1616
- Wikisource

| Calendário gregoriano                                                        | 1616 MDCXVI                          |
| Ab urbe condita                                                              | 2369                                 |
| Calendário arménio                                                           | 1065 – 1066                          |
| Calendário bahá'í                                                            | -228 – -227                          |
| Calendário budista                                                           | 2160                                 |
| Calendário chinês                                                            | 4312 – 4313 Início a 17 de fevereiro |
| Calendário copta                                                             | 1332 – 1333                          |
| Calendário etíope                                                            | 1608 – 1609                          |
| Calendários hindus - Vikram Samvat - Calendário nacional indiano - Cáli Iuga | 1671 – 1672 1537 – 1538 4716 – 4717  |
| Calendário Holoceno                                                          | 11616                                |
| Calendário islâmico                                                          | 1025 – 1026                          |
| Calendário judaico                                                           | 5376 – 5377                          |
| Calendário persa                                                             | 994 – 995                            |
| Calendário rúnico                                                            | 1866                                 |
| Calendário solar tailandês                                                   | 2159                                 |

1616 (MDCXVI, na numeração romana)  foi um ano bissexto do século XVII  do calendário gregoriano, da Era de Cristo,  e as suas letras dominicais foram  C e B (52 semanas), teve início a uma sexta-feira e terminou a um sábado.
| Ano completo                          |
| ------------------------------------- |
| Ano bissexto com início à sexta-feira |

## Eventos
- 12 de janeiro — Chegada de Francisco Caldeira Castelo Branco à Baía do Guajará, onde inicia a construção do Forte do Castelo, que deu origem à cidade de Belém do Pará, Brasil.
- 5 de março — Livro de Nicolau Copérnico Das revoluções das esferas celestes é adicionado ao Índice de Livros Proibidos 73 anos depois de ter sido publicado pela primeira vez.
- Lançado em Estrasburgo o livro Núpcias Alquímicas de Christian Rozenkreuz, de conteúdo místico, que revela ao mundo a Ordem Rosa-cruz.
- Sengge Namgyal assume formalmente o trono do Ladaque após a morte do seu pai Jamyang Namgyal.

## Nascimentos

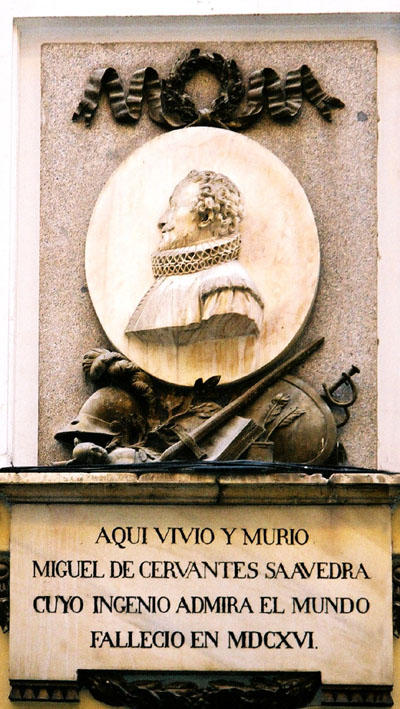
Placa comemorativa na casa onde viveu e morreu Cervantes em Madrid

- 18 de outubro — Nicholas Culpeper,  botânico, médico e astrólogo inglês  (m. 1654).
- 22 de novembro — John Wallis, matemático inglês  (m. 1703).
- Francisco Barreto de Meneses, militar e administrador militar português, Governador de São Tomé e Príncipe, de Pernambuco e do Brasil  (m. 1688).

## Mortes
- 18 de fevereiro — Maximiliano de Habsburgo, arquiduque da Áustria  (n. 1583).
- 3 de março — Mathias Lobelius, médico e botânico flamengo de origem francesa  (n. 1538).
- 8 de março — Julius Cesare Casserius, professor italiano de anatomia da Universidade de Pádua  (n. 1552).
- 23 de abril:
  - Miguel de Cervantes, romancista, dramaturgo e poeta espanhol  (n. 1547).
  - Inca Garcilaso de la Vega, cronista e escritor espanhol, nascido no Peru  (n. 1539).
- 3 de maio — William Shakespeare, dramaturgo inglês  (n. 1564).
- 1 de junho — Tokugawa Ieyasu, xogum japonês que morreu um mês depois do Cerco de Osaka  (n. 1543).
- 19 de junho — Rui Lourenço de Távora, vice-rei da Índia entre 1609 e 1612  (n. 1556).
- 29 de julho — Tang Xianzu,  escritor e dramaturgo chinês da dinastia Ming  (n. 1550).
- 6 de agosto — Bernardus Furmerius,  historiador e humanista holandês  (n. 1542).
- 10 de dezembro — Diogo do Couto, historiador português  (n. 1542).
- Jacob Le Maire, explorador holandês  (n. 1585).
- Yonten Gyatso, 4.º Dalai Lama, governante do Tibete  (n. 1589).

## Por tema
- 1616 no Brasil
- 1616 na música